# Vírus da hepatite B do macaco lanoso

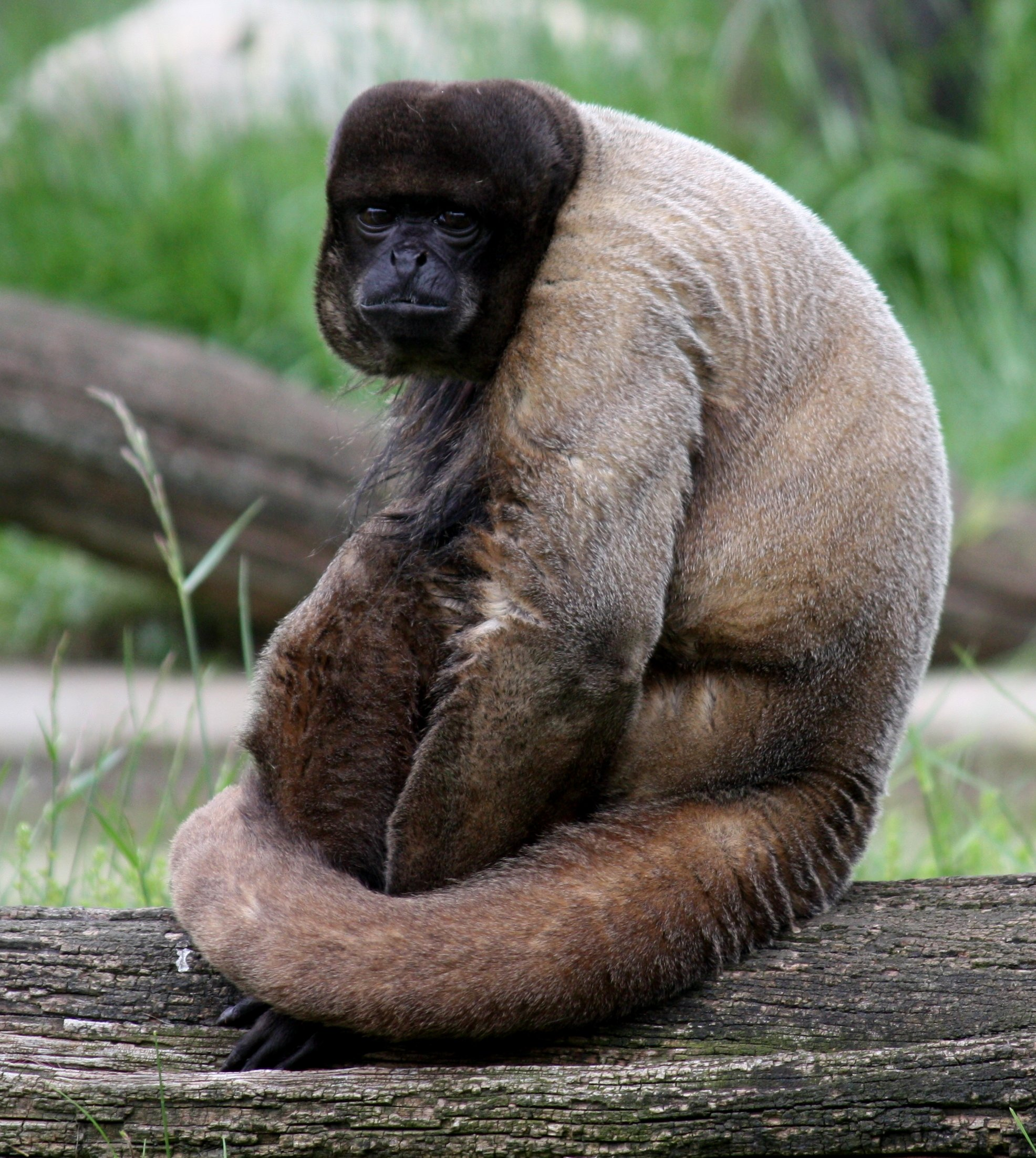
O macaco peludo, Lagothrix, é conhecido como um primata do Novo Mundo, encontrado em diferentes regiões da América do Sul. A maioria das espécies de Lagothrix está ameaçada de extinção.

Vírus da hepatite B do macaco lanoso é uma espécie de vírus da família Hepadnaviridae. Seu hospedeiro natural é o macaco-lanoso (Lagothrix), um habitante da América do Sul categorizado como um primata do Novo Mundo. O WMHBV, como outros vírus da hepatite, infecta os hepatócitos, ou células hepáticas, de seu organismo hospedeiro. Pode causar hepatite, necrose hepática, cirrose e carcinoma hepatocelular (câncer de fígado). Porque quase todas as espécies de Lagothrix ou ameaçado de extinção, pesquisar e desenvolver uma vacina e/ou tratamento para o WMHBV é importante para a proteção de todo o gênero de macaco-lanoso. A hepatite B é uma doença infecciosa causada pelo vírus HBV que provoca alterações no fígado e pode levar ao aparecimento de sintomas como febre, enjoos, vômitos e olhos e pele amarelados. Caso a doença não seja identificada e tratada, pode evoluir para a fase crônica, que pode ser assintomática ou ser caracterizada por grave comprometimento grave do fígado, evoluindo para cirrose com alteração na sua função. O tratamento da hepatite B varia de acordo com a fase da doença, sendo recomendado na hepatite aguda a realização de repouso, hidratação e cuidados com a dieta, enquanto que na hepatite crônica o tratamento normalmente é feito com remédios prescritos pelo hepatologista, infectologista, ou  clínico geral.
O WMHBV também é de grande interesse para os pesquisadores devido ao seu potencial para nos ensinar mais sobre o vírus da hepatite B humana (HBV). O WMHBV é uma espécie irmã filogenética distante do HBV humano, embora a história evolutiva dos vírus da hepatite B não seja bem compreendida. Além disso, o WMHBV foi o primeiro hepadnavírus, além do HBV humano, que infectou primatas não humanos. A descoberta do WMHBV abriu a possibilidade de desenvolvimento de um modelo primata para o HBV, uma vez que anteriormente a maior parte das pesquisas sobre hepatite B era feita com modelos de pato ou marmota. Desde a descoberta do WMHBV, outro hepadnavírus que infecta primatas foi descoberto: o vírus da hepatite B do macaco-prego (CMHBV). Tanto o CMHBV como o WMHBV têm potencial para desempenhar um papel importante no desenvolvimento de tratamentos para a hepatite B humana.

## Isolamento
O vírus da hepatite B do macaco-lanudo foi isolado em 1998 a partir de amostras de soro de um macaco-lanoso marrom ( Lagothrix lagotricha ) que sofria de hepatite fulminante no Zoológico de Louisville . A descoberta desse patógeno foi extremamente preocupante porque o Zoológico de Louisville abrigava um programa de criação de macacos peludos muito bem-sucedido. Eles imediatamente testaram todos os dezesseis membros de sua colônia de macacos peludos e descobriram que nove estavam cronicamente infectados com o vírus, e outros quatro apresentavam sinais de já terem o vírus, o que foi identificável pela presença de anticorpos séricos para o antígeno de superfície do HBV ( HBsAg ). Assim, treze dos dezesseis macacos peludos pareciam ter sido expostos ao vírus. A análise dos soros de macacos peludos arquivados no Zoológico de Louisville sugeriu que o WMHBV esteve presente na colônia por pelo menos nove anos antes de sua descoberta. Dezoito outros macacos-lanudos de quatro zoológicos de todo o país foram testados para WMHBV e os resultados foram negativos.

## Morfologia

### Genoma
Membro da família Hepadnaviridae, o WMHBV possui um genoma de DNA circular parcialmente de fita dupla e parcialmente de fita simples. Seu genoma tem 3.179 nucleotídeos de comprimento e codifica 5 proteínas: a proteína do capsídeo (núcleo), a proteína do envelope grande (glicoproteína L), o antígeno do núcleo externo, a proteína P ( polimerase ) e a proteína x (proteína multifuncional). O quadro de leitura aberta da polimerase (ORF) é o maior ORF no genoma e tem sobreposição significativa com cada um dos outros genes, talvez restringindo suas propriedades evolutivas. Embora o WMHBV seja consideravelmente divergente do vírus da hepatite B humana (HBV), eles partilham a mesma organização genética. O gene central do WMHBV foi o mais semelhante ao HBV humano, com 85,8-86,9% de similaridade no nível de aminoácidos, enquanto o gene WHMBV X foi mais divergente do HBV humano, com apenas 64,3-65,6% de similaridade no nível de aminoácidos.

### Estrutura
O vírus da hepatite B do macaco lanoso é semelhante em estrutura a outros Orthohepadnaviridae . Os vírions maduros são envelopados e consistem em um capsídeo icosaédrico. A maioria dos vírions consiste em 240 proteínas do capsídeo e apresenta simetria T=4, no entanto, uma pequena quantidade de vírions consiste em 180 proteínas do capsídeo e apresenta simetria T=3. O envelope que envolve o capsídeo é derivado da membrana hospedeira. As glicoproteínas L revestem a superfície do envelope e desempenham um papel na ligação viral aos receptores celulares . Os vírions são pequenos, com aproximadamente 42 nm de diâmetro.

## Ciclo de replicação

### Entrada na célula
Verificou-se que o polipeptídeo cotransportador de taurocolato de sódio (NTCP), um simportador de sódio/ácido biliar encontrado na membrana celular dos hepatócitos, atua como um receptor celular para WMHBV, bem como para muitos outros hepadnavírus. Após a ligação ao NTCP, o WMHBV entra no citoplasma da célula por meio de endocitose, e a grande proteína do envelope garante a fusão entre a membrana endossomal e a membrana viral.

### Replicação e transcrição
A replicação e a transcrição do WMHBV não foram extensivamente estudadas, mas acredita-se que ocorram de forma muito semelhante a todos os outros HBV, incluindo o HBV humano. Uma vez dentro da célula, os sinais de localização nuclear na proteína do capsídeo permitem que o capsídeo se ligue aos complexos importina α-importina β. O genoma é liberado do capsídeo no complexo do poro nuclear e entra no núcleo. No interior, a proteína polimerase viral é liberada e liga o DNA para que se torne DNA circular covalentemente fechado, ou cccDNA. O cccDNA então se liga aos nucleossomos e atua como DNA hospedeiro. 
O cccDNA é então transcrito em RNA através da RNA polimerase da célula hospedeira. Muitos RNAs são enviados para o citoplasma onde as proteínas são montadas, incluindo um grande número de capsídeos vazios. A transcrição reversa pela proteína polimerase viral recria o genoma do DNA circular relaxado e parcialmente de fita dupla.

### Montagem e liberação
O genoma de DNA circular relaxado e parcialmente de fita dupla é capaz de se difundir em um capsídeo vazio através de grandes poros no capsídeo. O capsídeo é então envolvido e exportado da célula através de um processo que ainda não é bem compreendido.

## Efeitos na saúde
As infecções crônicas por WMHBV podem durar longos períodos de tempo antes que os sintomas surjam, especialmente quando o macaco peludo é infectado ao nascer. As infecções crônicas geralmente progridem para problemas hepáticos que muitas vezes são fatais. Relatórios de autópsia de macacos lanosos de 1974 a 1998 observaram hepatite (inflamação do fígado) e necrose hepática (insuficiência hepática súbita) como duas patologias que provavelmente estão ligadas ao WMHBV. Outras complicações prováveis da infecção crônica por WMHBV incluem cirrose (danos cicatriciais no fígado) e carcinoma hepatocelular (câncer de fígado), entre outras doenças hepáticas.
As infecções crónicas não só levam a problemas de saúde, mas também permitem a transmissão viral. Macacos peludos cronicamente infectados têm o vírus replicando-se ativamente em seu corpo, fazendo com que o vírus seja transmissível nos fluidos corporais do macaco.

## Transmissão
O vírus da hepatite B do macaco lanoso, como outros vírus da hepatite B, é transmitido através de fluidos corporais e da mãe para o feto. A transmissão vertical do WMHBV da mãe para o feto é frequentemente a mais prejudicial, porque, tal como acontece com o HBV humano, a idade da infecção está altamente correlacionada com o risco de desenvolver uma infecção crónica. Macacos peludos infectados com WMHBV ao nascer têm cerca de 90% de chance de desenvolver uma infecção crônica, enquanto aqueles infectados na idade adulta têm apenas 5-10% de chance de desenvolver uma infecção crônica.

## Avanços na pesquisa

### Desenvolvendo um modelo animal de HBV
Como os macacos peludos estão ameaçados de extinção, eles não podem ser usados como modelo animal do HBV para pesquisa. Portanto, eles estão procurando outros primatas que possam ser infectados pelo WMHBV. O parente próximo do macaco-lanoso, o macaco-aranha-de-mãos pretas ( Ateles geoffroyi ), é suscetível à infecção por WMHBV, mas não apresenta níveis de replicação viral tão altos quanto os macacos-lanudos. Os pesquisadores conseguiram criar um clone infeccioso do WMHBV, denominado WMHBV-2, que infecta e se replica em macacos-aranha-de-mãos pretas na mesma proporção que o WMHBV se replica em macacos-lanudos. Este clone infeccioso permitirá uma maior investigação de tratamentos contra o vírus da hepatite B num modelo de primata. 